# سیارک ۱۸۵۴۴۸
سیارک ۱۸۵۴۴۸ (به انگلیسی: 185448 Nomentum، نامگذاری:2006YK13)۱۸۵۴۴۸مین سیارک کشف شده‌است که در ۲۵ دسامبر ۲۰۰۶ کشف شد.